# Paczków
Pačkov (polsky Paczków  [ˈpat͡ʂkuf]IPA, německy Patschkau) je město v jižním Polsku v Opolském vojvodství v okrese Nisa, sídlo stejnojmenné městsko-vesnické gminy zahrnující dvanáct okolních vesnic. Leží ve Slezsku na soutoku Bílé vody a Kladské Nisy v blízkosti Pačkovské přehradní nádrže pouhé 4 km od česko-polské státní hranice. Z geomorfologického hlediska se rozkládá na pomezí Žulovské pahorkatiny a Otmuchovské sníženiny. V roce 2024 zde žilo 6 607 obyvatel.
Město je známé téměř úplně dochovaným prstencem středověkých hradeb a přezdívá se mu polské Carcassonne, dříve též slezský Rothenburg.

## Historie
Počátky Pačkova jsou spojeny s osídlovací akcí v rámci německé východní kolonizace vedenou biskupem Tomášem I. na území otmuchovské kastelánie, která již od poloviny 12. století byla majetkem vratislavských biskupů. Zakládací listina byla sepsána v Nise 8. března 1254. Město vzniklo podle vlámského práva na zeleném drnu, mělo typický oválný půdorys s pravoúhlou uliční sítí, a jeho původem slovanský název byl přenesen ze sousední vesnice, která pak začala být nazývána Starý Pačkov (německy Alt-Patschkau, polsky Stary Paczków). Udělením vratislavským biskupům knížecího práva v roce 1290 vzniklo Niské knížectví, jehož osudy Pačkov sdílel po dalších více než pět set let s výjimkou krátkého období na začátku 14. století, kdy patřil knížatům minstrberským. Roku 1342 se Nisko stalo lénem českých králů a bulou Karla IV. bylo v roce 1348 začleněno do Koruny české.

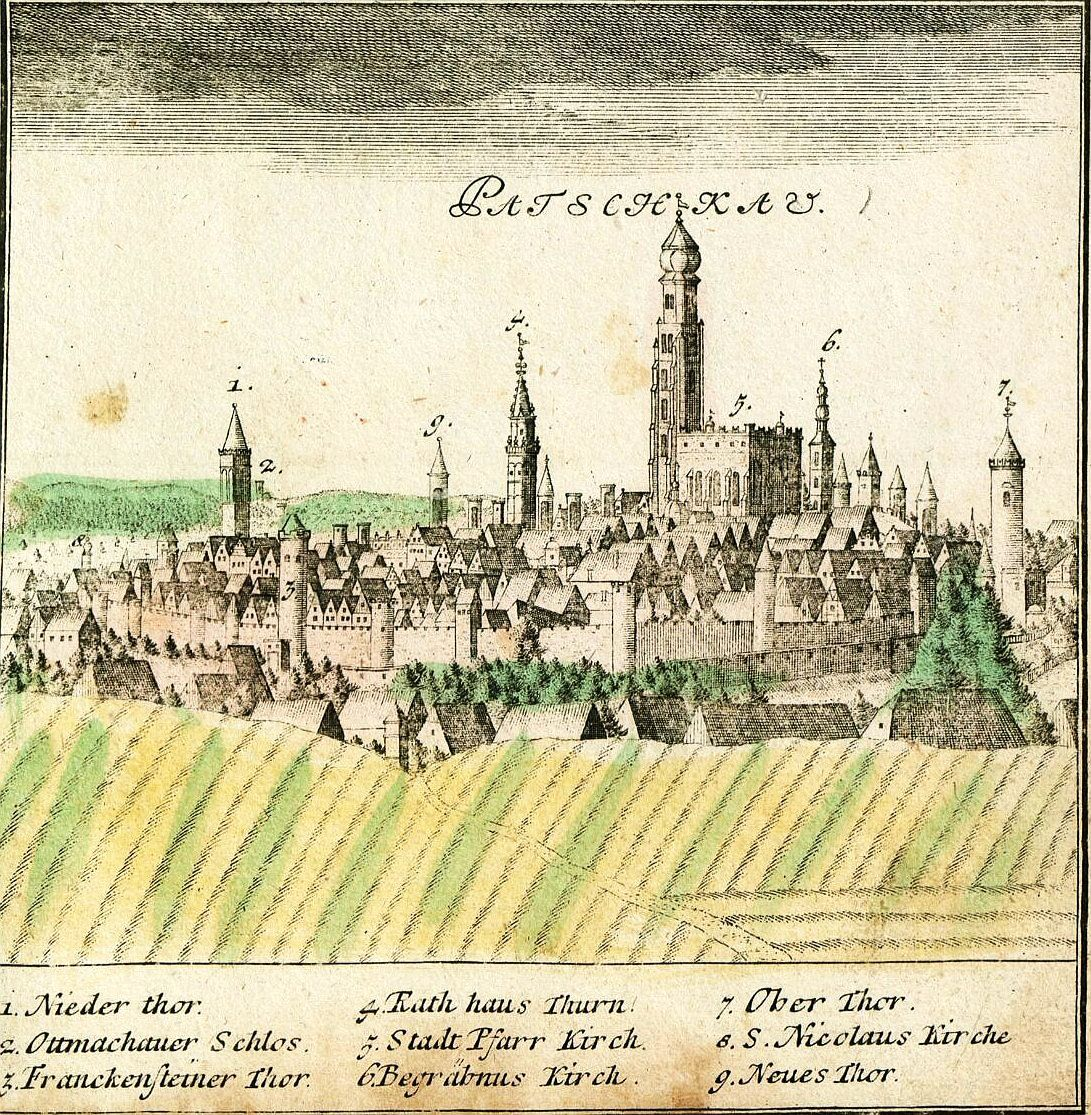
Pačkov v roce 1738 podle Friedricha Bernharda Wernera

Pozdně středověké a raně novověké dějiny Pačkova se výrazně nelišily od mnoha podobných středoevropských městeček čítajících jedna až dva tisíce obyvatel (1 314 v roce 1507). Jsou poznamenány jednak povodněmi (1333, 1501, 1539, 1560, 1598, 1602), požáry (1565, 1634), epidemiemi (1349, 1603, 1607, 1633) a vojenskými vpády (v roce 1428 město zničila husitská vojska a za třicetileté války v roce 1639 Švédové), jednak mezidobími hospodářského vzestupu opřeného o obchod a řemeslo.
Po první slezské válce v roce 1742 došlo k rozdělení Slezska a mezi přímo dotčená území patřilo Nisko. Habsburské monarchii zůstala jižní část, tj. dnešní Jesenicko, kdežto sever knížectví včetně Pačkova připadl Prusku. Město se ocitlo v blízkosti nové státní hranice. V rámci pruského státu státu spadalo pod okres Nisa (Landkreis Neisse), který od správní reformy roku 1815 byl součástí vládního obvodu Opolí v rámci provincie Slezsko. Na základě ediktu Fridricha Viléma III. o sekularizaci církevních majetků zaniklo v roce 1810 Niské knížectví.

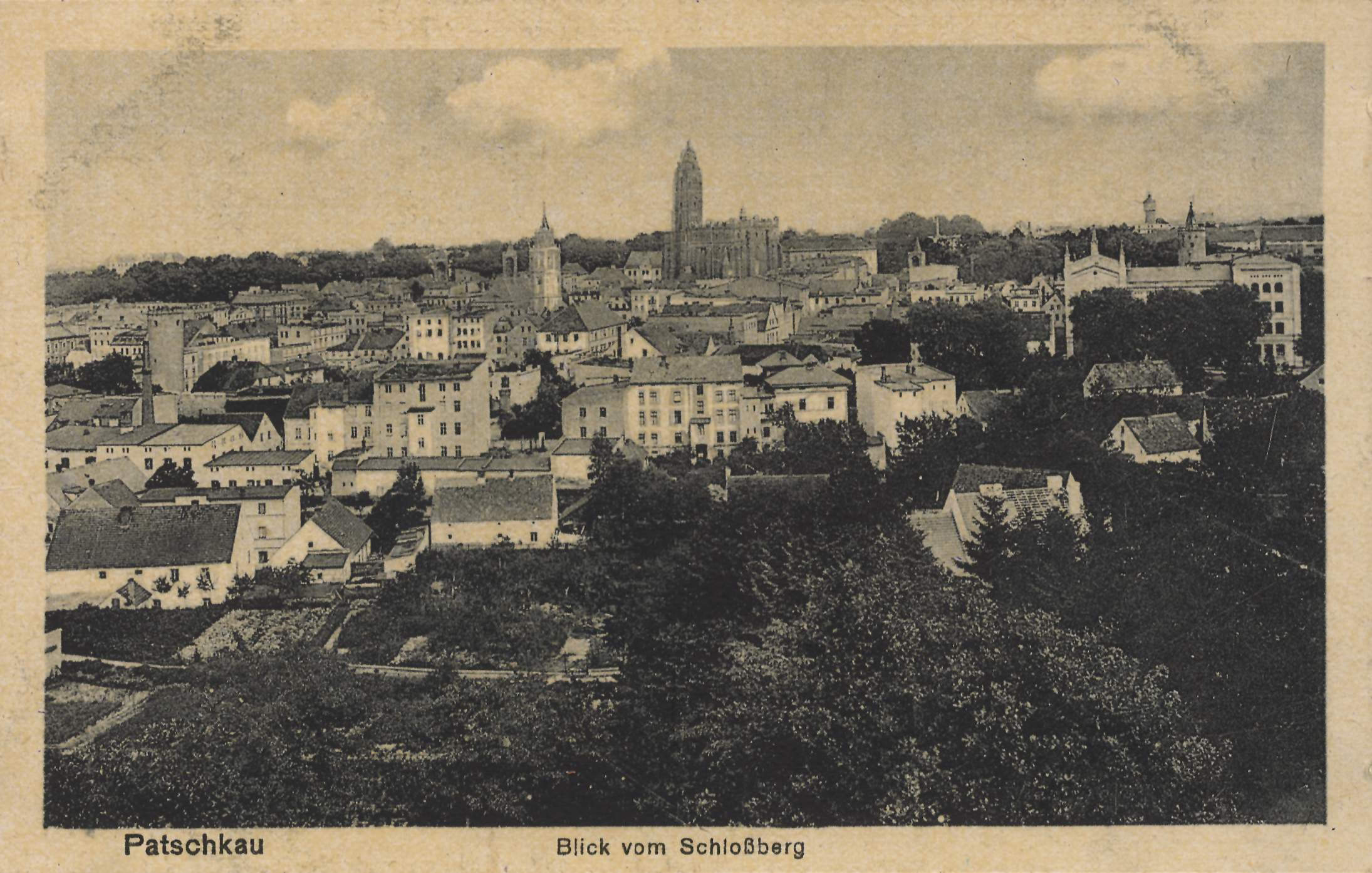
Pačkov na pohlednici z roku 1921

V roce 1874 získal Pačkov železniční spojení s Nisou a Kamencem. Vznikla mj. továrna na výrobu zápalek Juliuse Hucha (1850), továrna na hasičské přístroje bratří Kieslichů (1873), továrna na kancelářské potřeby Augusta Schneidera (1880) a dřevozpracující závody Oskara Biedermanna (1907). Ve 20. letech 19. století byla rozebrán vnější prstenec hradeb a na jeho a zasypaného příkopu místě vznikla v letech 1844–1846 okružní parková promenáda. Vnitřní hradby však zůstaly zachovány a již v 19. století se Pačkov stal turistickou zajímavostí a vysloužil si přezdívku slezský Rothenburg. V roce 1910 žilo ve městě 6 226 obyvatel, z toho 99,2 % mluvilo německy a 91,3 % se hlásilo ke katolické víře.
Rudá armáda obsadila Pačkov 7. května 1945. Město utrpělo jen malé škody, jejich rozsah se odhaduje na 15 %. Při sovětském bombardování v březnu 1945 byl zničen mj. hřbitovní kostel z roku 1606 na východním předměstí. Na základě Jaltské a Postupimské dohody byl Pačkov spolu s většinou Slezska připojen k Polsku. Německé obyvatelstvo nahradili polští přesídlenci z východních území postoupených Sovětskému svazu a osadníci z centrálního Polska. Hlavní vlna organizovaného odsunu připadla na konec května 1946, kdy během dvou dnů město opustilo dva a půl tisíce lidí.
Od roku 1950 město náleží k Opolskému vojvodství. V roce 1956 byl schválen plán obnovy památek Pačkova zavedený do praxe v 70. letech. Přehrazením Kladské Nisy mezi lety 1995 až 2003 vznikla Pačkovská přehradní nádrž.

## Pamětihodnosti
Pačkov je proslulý svými středověkými hradbami. Dochoval se téměř celý vnitřní prstenec opevnění o celkové délce 1200 metrů tvořený kamennou zdí dosahující výšky 7 m, devatenácti baštami a čtyřmi věžemi bývalých městských brán: Niskou na východě, Vratislavskou neboli Dolní na severu, Frankenštejnskou neboli Lazební na západě a Kladskou neboli Horní na jihu. Hradby vznikly při lokaci města v roce 1254, přičemž jejich současný vzhled je především výsledkem obnovy provedené v první polovině 16. století za biskupa Jana IV. Turza. Původní hradby byly z velké části zničeny při vpádu husitů v roce 1428. Na sklonku 19. století, v 60. letech 20. století a po roce 2007 proběhla renovace památkového komplexu. Na místě zbouraného vnějšího prstence opevnění a zasypaného příkopu vznikla mezi lety 1844 až 1846 okružní parková promenáda (Planty Miejskie).
Historické jádro uvnitř hradeb tvoří hlavně domy z 19. století. Radnice uprostřed obdélníkového hlavního náměsti (Rynku) byla do současné novoklasicistní podoby přestavěna v letech 1821–1822, starší renesanční vzhled z poloviny 16. století si ale zachovala její 45 m vysoká věž, která slouží jako rozhledna. Farní kostel svatého Jana Evangelisty byl postaven mezi lety 1350 až 1389 na podnět biskupa Přeclava z Pohořelé. Gotické prvky v něm převažují i přes početné přestavby v dalších staletích. V jižní lodi se nachází tzv. tatarská studna označovaná za jedinou v Evropě studnu uvnitř kostela.
Za hradbami na Horním předměstí se nachází novogotický kostel Panny Marie Ustavičné pomoci z roku 1903, který byl do konce druhé světové války protestantským kostelem, pak ho převzala katolická farnost. Na městském hřbitově u okružní promenády se nachází zakonzervovaná zřícenina hřbitovního kostela z roku 1606 zničeného při sovětském bombardování města v březnu 1945. V jeho blízkosti (ulica Wojska Polskiego 23) najdeme Katův dům – hrázděný dům z 18. století, v němž údajně bydlíval městský kat, v současnosti sídlo turistického infocentra. V historickém areálu plynárny z roku 1901 v ulici Pocztowa bylo zřízeno Muzeum plynárenství (Muzeum Gazownictwa).

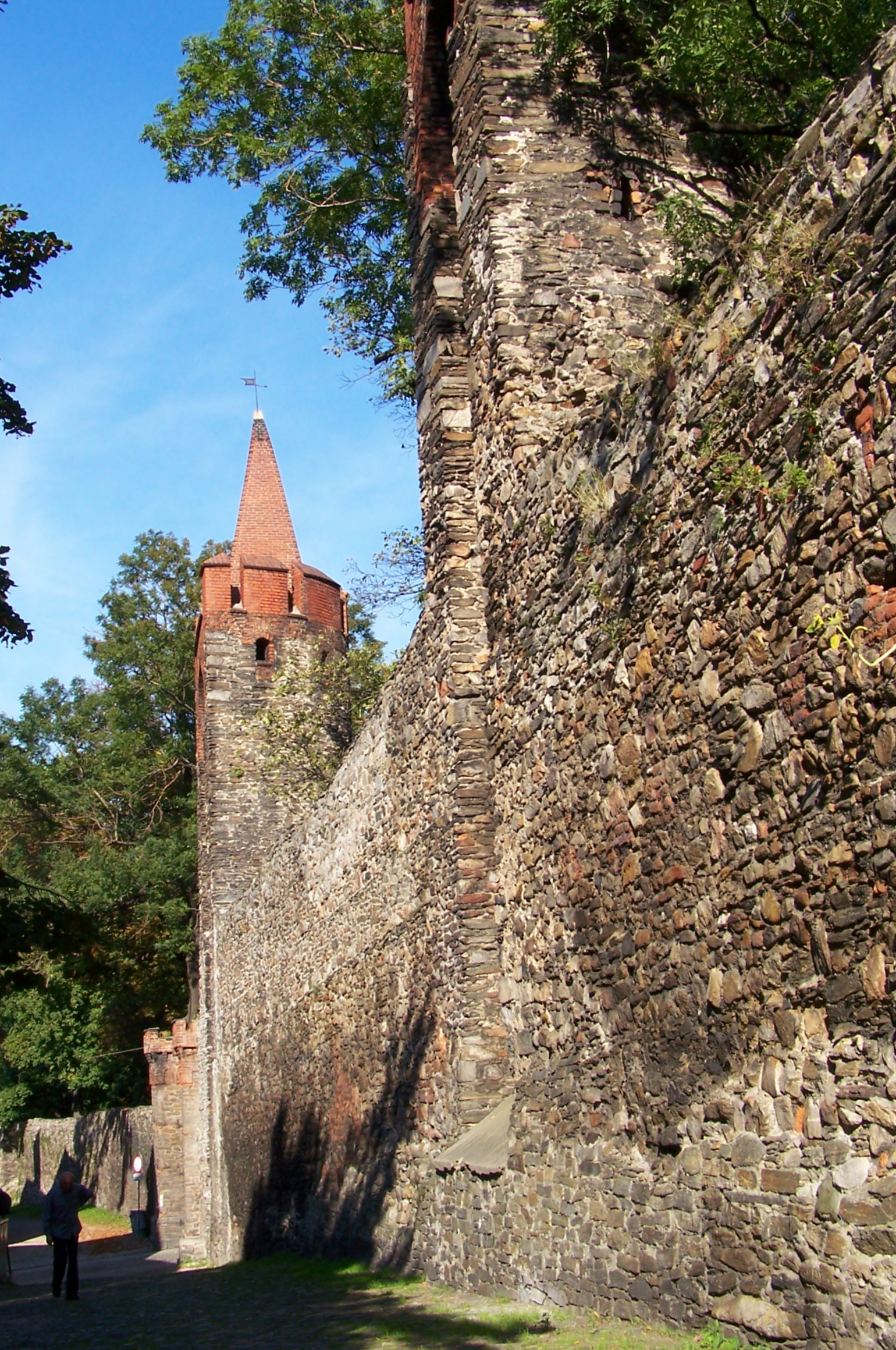
Pačkovské hradby
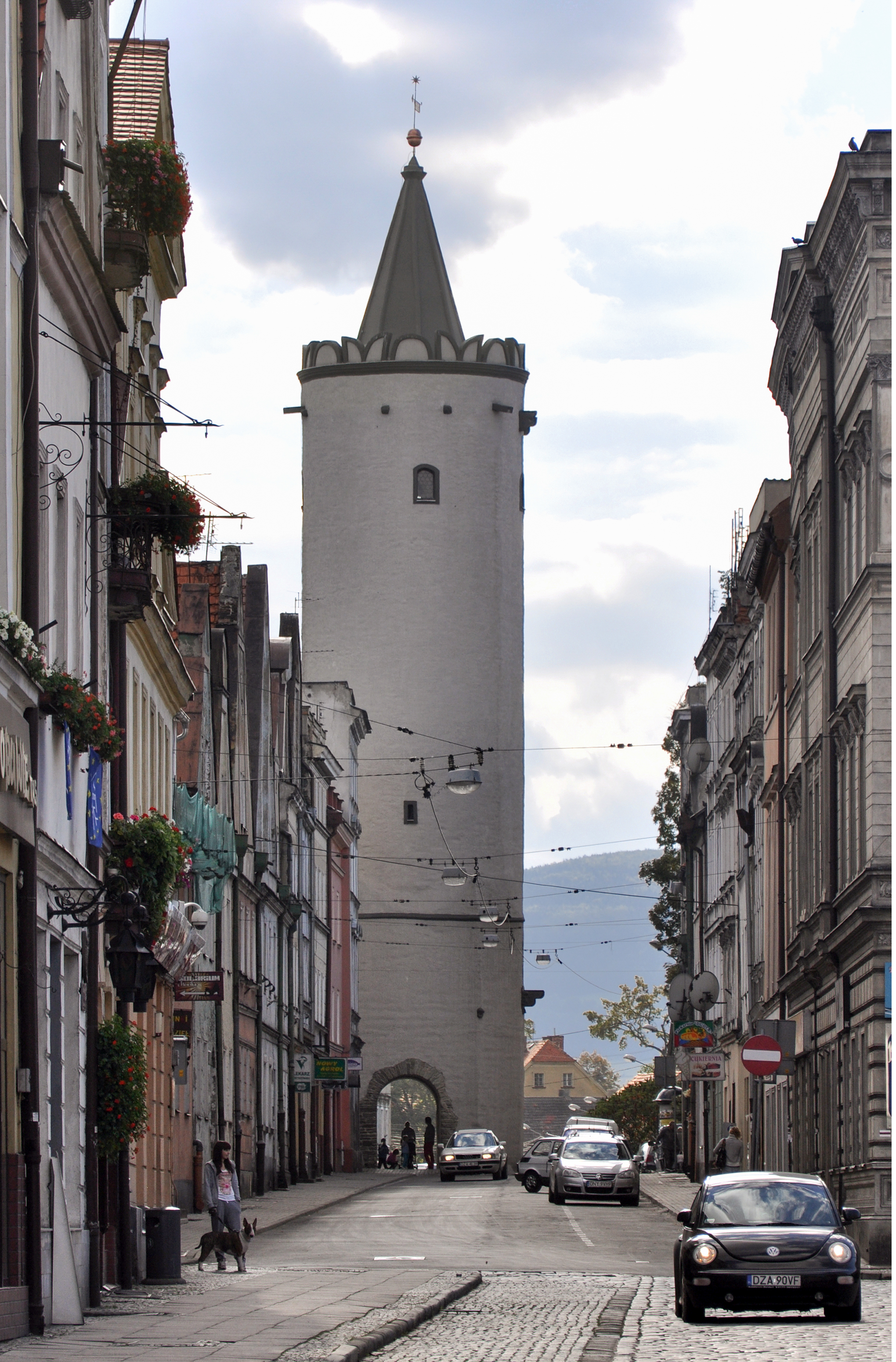
Věž Kladské brány
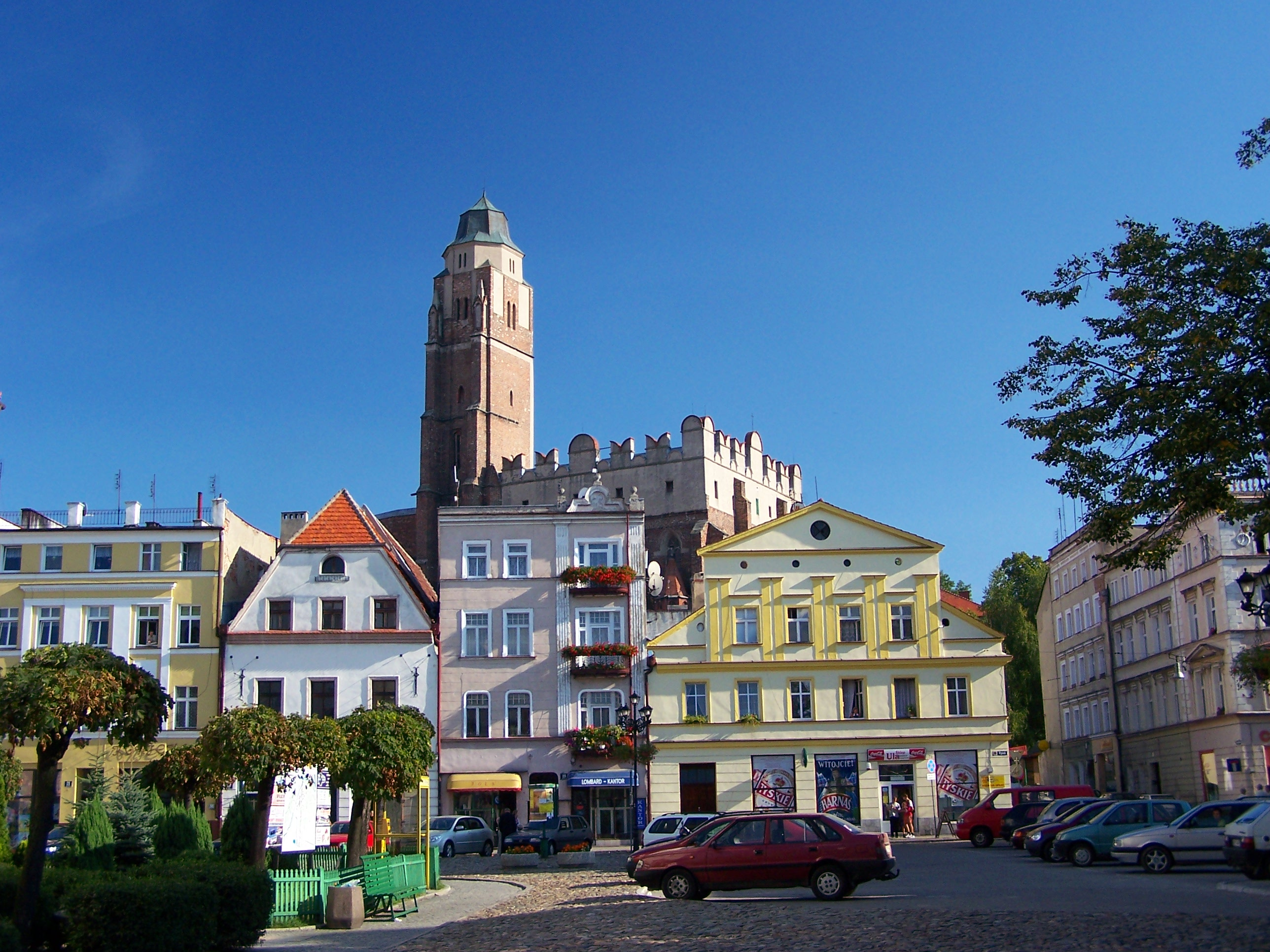
Hlavní náměstí
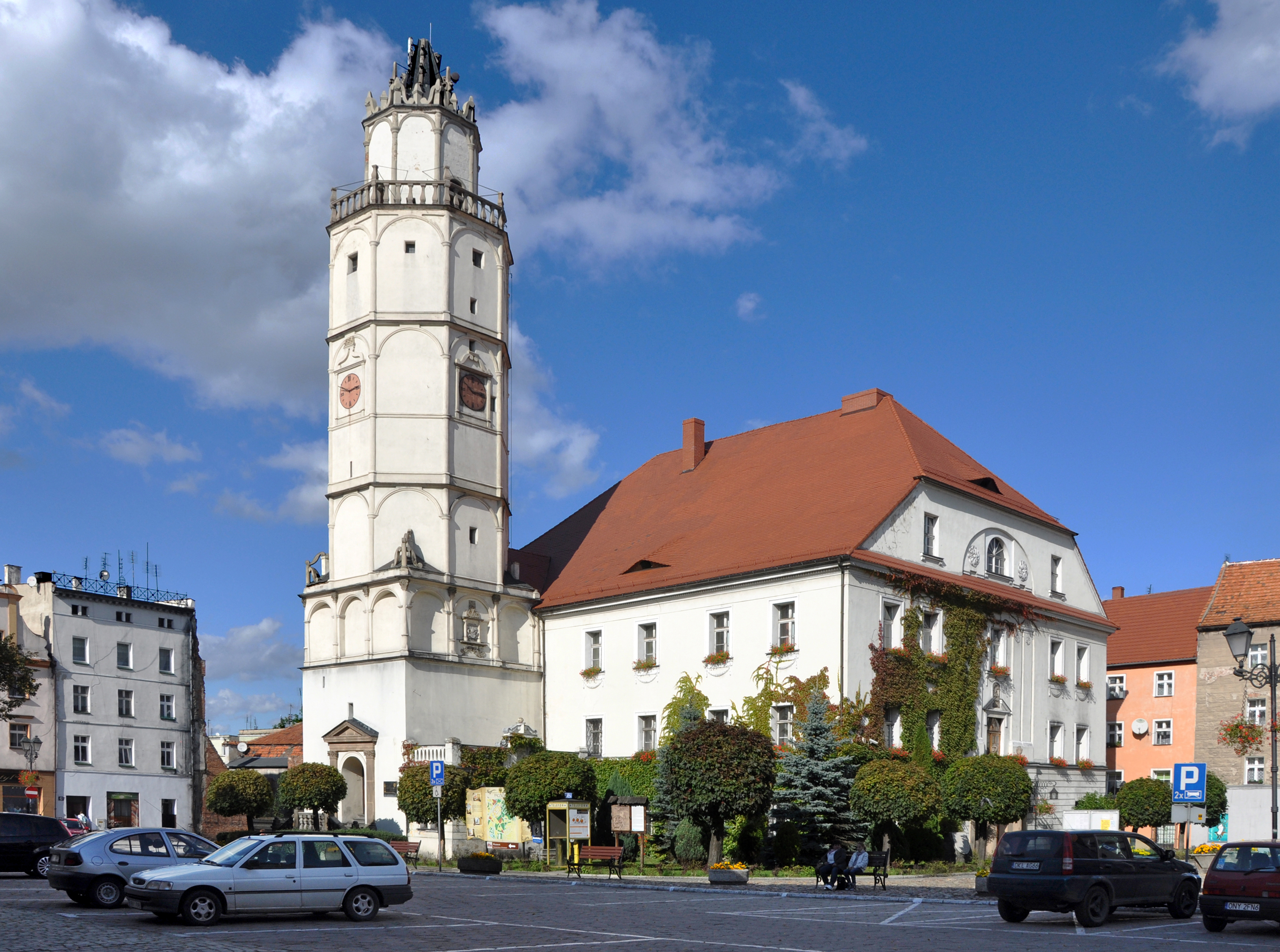
Radnice
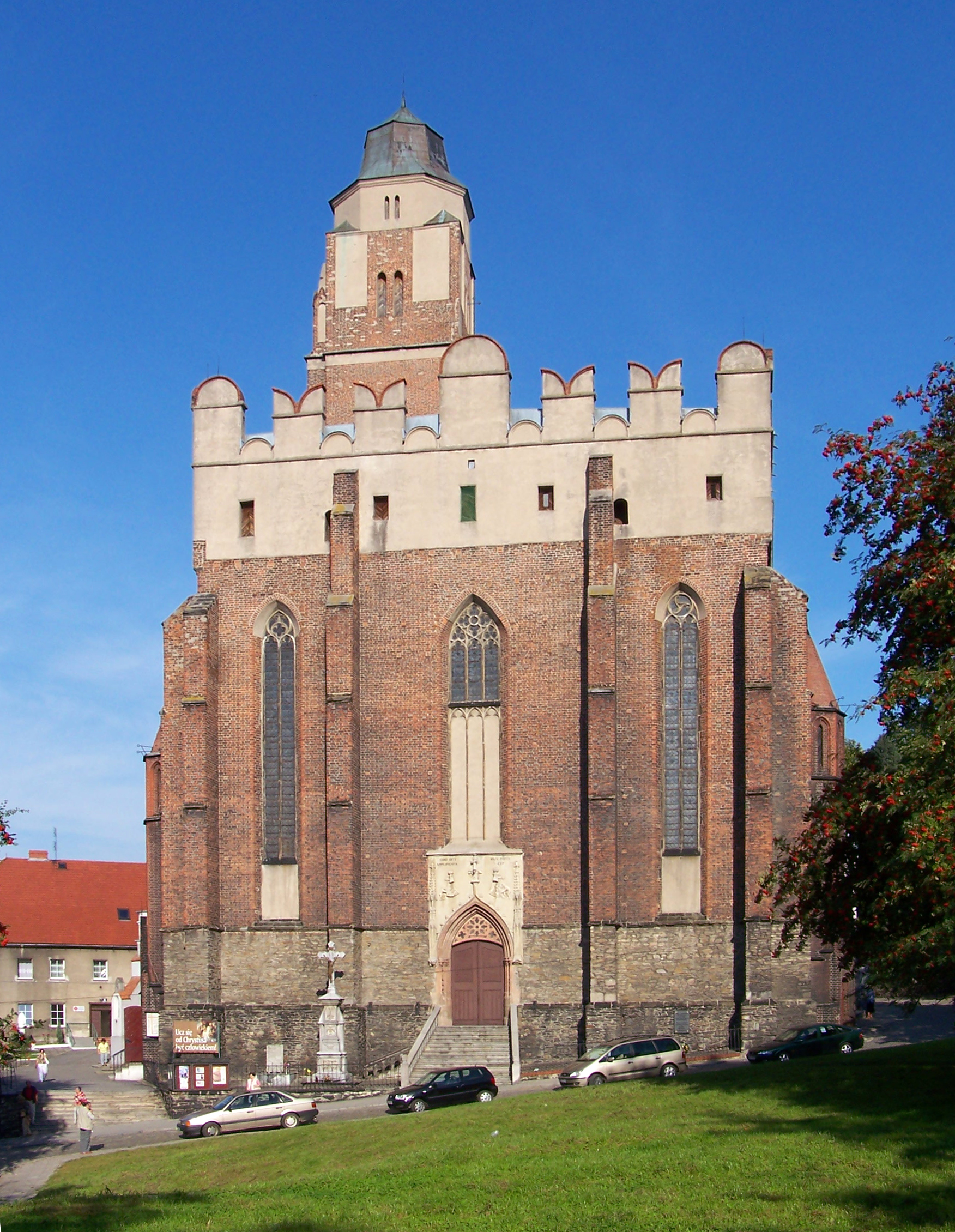
Kostel sv. Jana Evangelisty
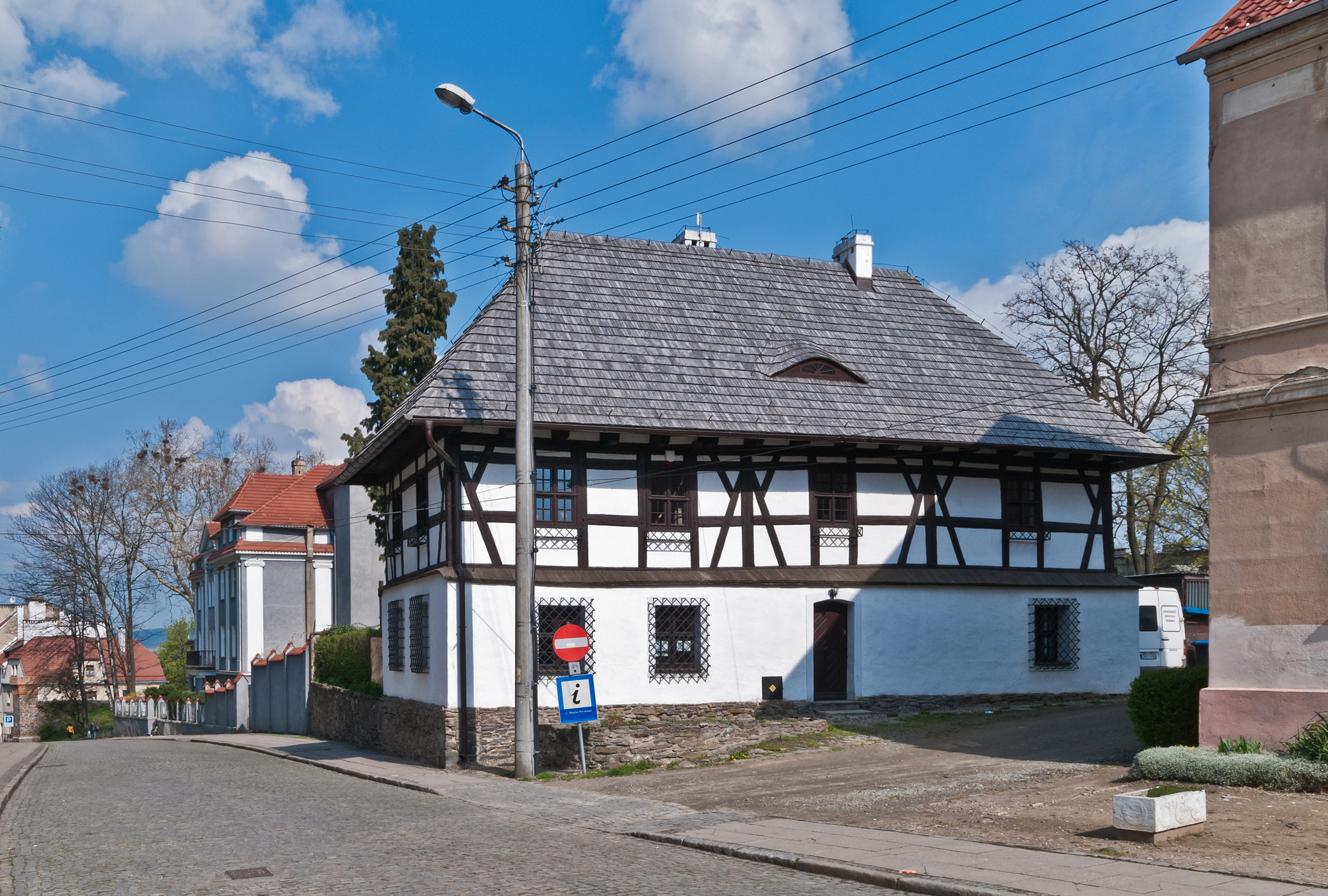
Katův dům

## Doprava

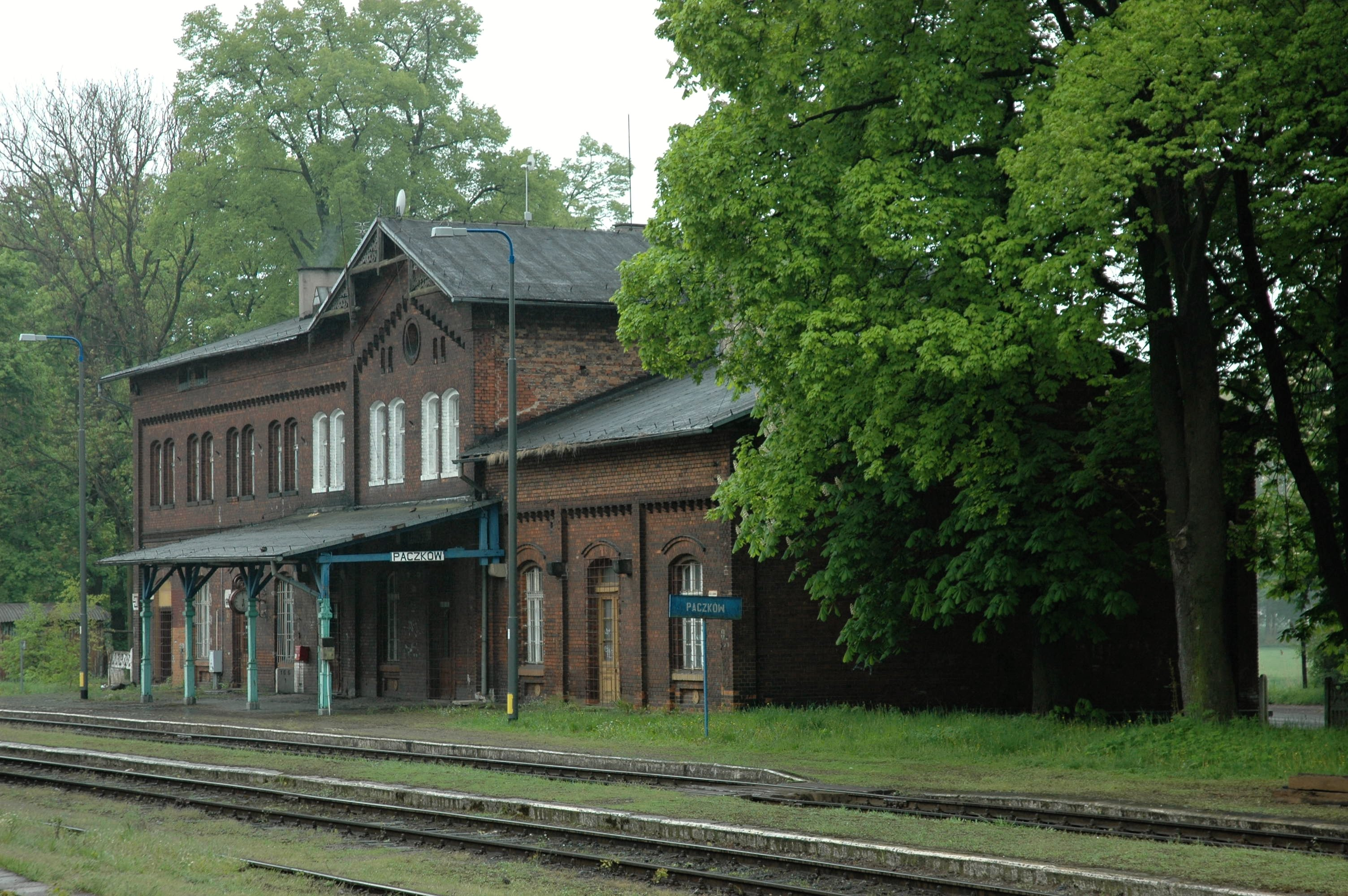
Vlakové nádraží

Pačkov leží na železniční trati Nisa – Kamenec (Kamieniec Ząbkowicki), jež je součástí trati č. 137 Katovice – Lehnice. Vlakové nádraží (stanice Paczków) se nachází na severním okraji města ve značné vzdálenosti od centra. Zastavují zde osobní vlaky společnosti Polregio do Opolí přes Nisu a do Kladska a také v jízdním řádu 2020/2021 dva rychlíky: Sudety Krakov – Jelení Hora a Kormoran Olštýn – Polanica-Zdrój (Starý Bor).
Městem prochází národní silnice č. 46 spojující Kladsko přes Nisu s Opolím a centrálním Polskem. Vojvodská silnice č. 382 vede z Pačkova na sever přes Kamenec a Frankenštejn (Ząbkowice Śląskie) do Svídnice a na jih k hraničnímu přechodu s Českem, odkud pokračuje jako silnice I/60 do Jeseníku.
Příměstskou autobusovou dopravu zajišťuje dopravní podnik PKS Nysa a také soukromí dopravci Auto-Fan a Rycerz. Přeshraniční doprava není provozována.

## Rodáci
- Paweł Kukiz (* 1963) – rockový zpěvák, hudební manažer a zakladatel politické strany Kukiz’15
- Joseph Schröter (1837–1894) – mykolog a bakteriolog, objevitel mnoha druhů hub

## Partnerská města
- Citov, Česko
- Einbeck, Německo
- Javorník, Česko
- Uzès, Francie